# Station Nganjuk
Nganjuk is een spoorwegstation in de Indonesische provincie Oost-Java.

## Bestemmingen[bron?]
- Bangunkarta: naar Station Jombang en Station Pasar Senen
- Malabar: naar Station Malang en Station Bandung
- Mutiara Selatan: naar Station Surabaya Gubeng en Station Bandung
- Brawijaya: naar Station Banyuwangi en Station Madiun
- Brantas: naar Station Kediri en Station Tanahabang
- Gaya Baru Malam Selatan: naar Station Surabaya Gubeng en Station Jakarta Kota
- Kahuripan: naar Station Kediri en Station Padalarang
- Logawa: naar Station Jember, Station Purwokerto en Station Cilacap
- Pasundan: naar Station Surabaya Gubeng en Station Kiaracondong
- Sri Tanjung: naar Station Banyuwangi Baru en Station Lempuyangan